# Rényi-díj
A Rényi-díjat 1972-ben hozta létre az MTA Rényi Alfréd Matematikai Kutatóintézet akkori vezetősége Rényi Alfréd, az intézet alapítója tiszteletére.
A díj a Rényi Alfréd Matematikai Kutatóintézet kutatóinak utolsó ötéves, nemzetközileg is kiemelkedő matematikai teljesítményének elismerésére szolgál. Kétévenként egy, kivételes esetben két kutató kaphatja meg. Az intézetben dolgozó akadémikusok szavazata
alapján az igazgató ítéli oda a díjat, ami egy oklevéllel és pénzjutalommal jár.

## Rényi-díjasok
- 1972 Halász Gábor
- 1973 Szemerédi Endre
- 1974 Szabados József
- 1975 Komlós János
- 1976 Katona Gyula
- 1977 Tusnády Gábor (nem fogadta el[forrás?])
- 1984 Beck József
- 1984 Vértesi Péter
- 1985 Füredi Zoltán, Pintz János
- 1986 Kiss Emil, Ruzsa Z. Imre
- 1987 Andréka Hajnal, Körner János
- 1988 Bárány Imre, Fritz József
- 1989 Berkes István, Major Péter
- 1990 Pham Ngoc Ánh
- 1991 Balog Antal, Győri Ervin
- 1992 Pach János
- 1993 Pyber László, Soukup Lajos
- 1994 Simányi Nándor, Simonyi Gábor
- 1996 Makai Endre, Marton Katalin
- 1997 Fejes Tóth Gábor
- 1998 Kroó András
- 1999 Tardos Gábor
- 2000 Pálfy Péter Pál
- 2001 Domokos Mátyás
- 2002 Márki László
- 2005 Stipsicz András
- 2007 Némethi András
- 2009 Elek Gábor
- 2011 Tóth Géza
- 2013 Harcos Gergely, Szabó Endre
- 2015 Biró András, Böröczky Károly
- 2017 Abért Miklós
- 2019 Szegedy Balázs
- 2021 Elekes Márton, Gerbner Dániel, Patkós Balázs